# نبات هوائي

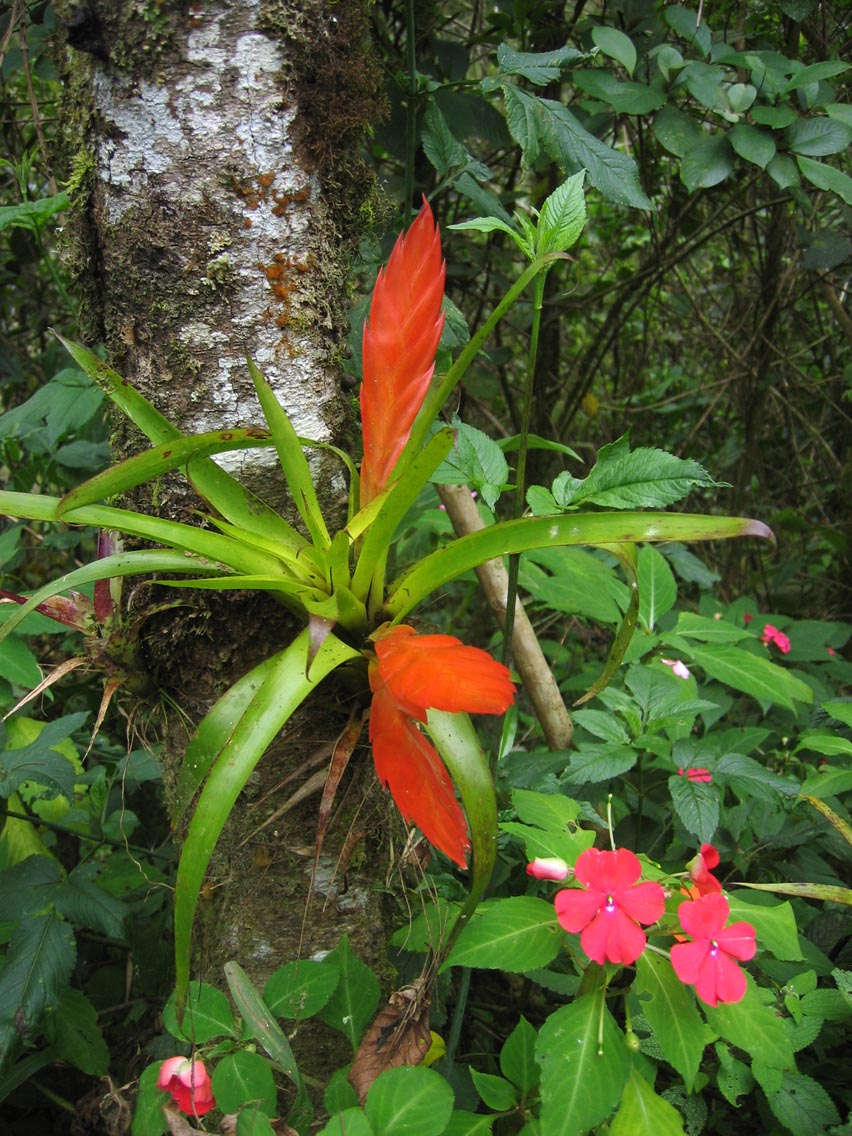
قرب Orosí، كوستاريكا

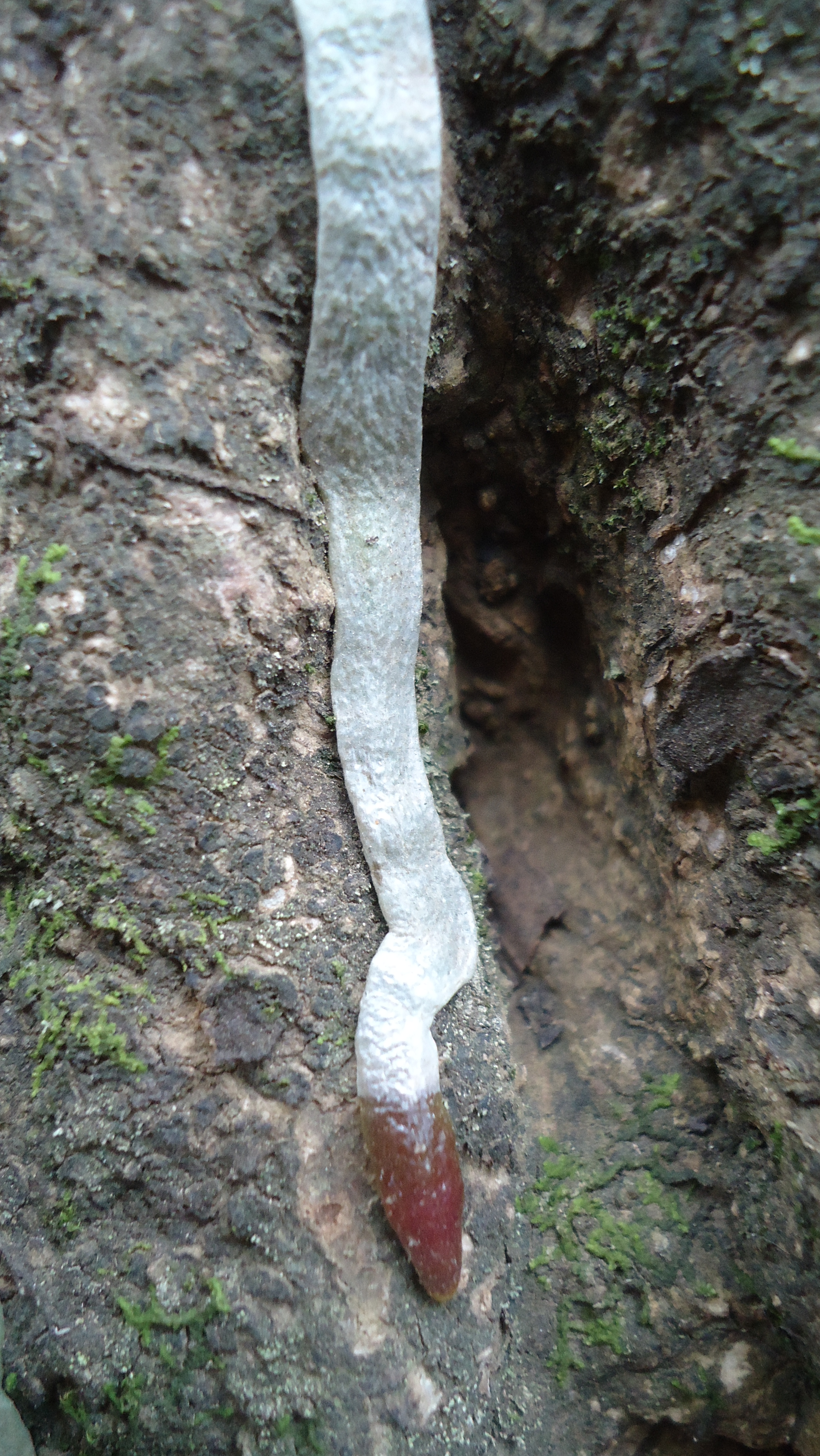
جذر السحلبية المتشبث.

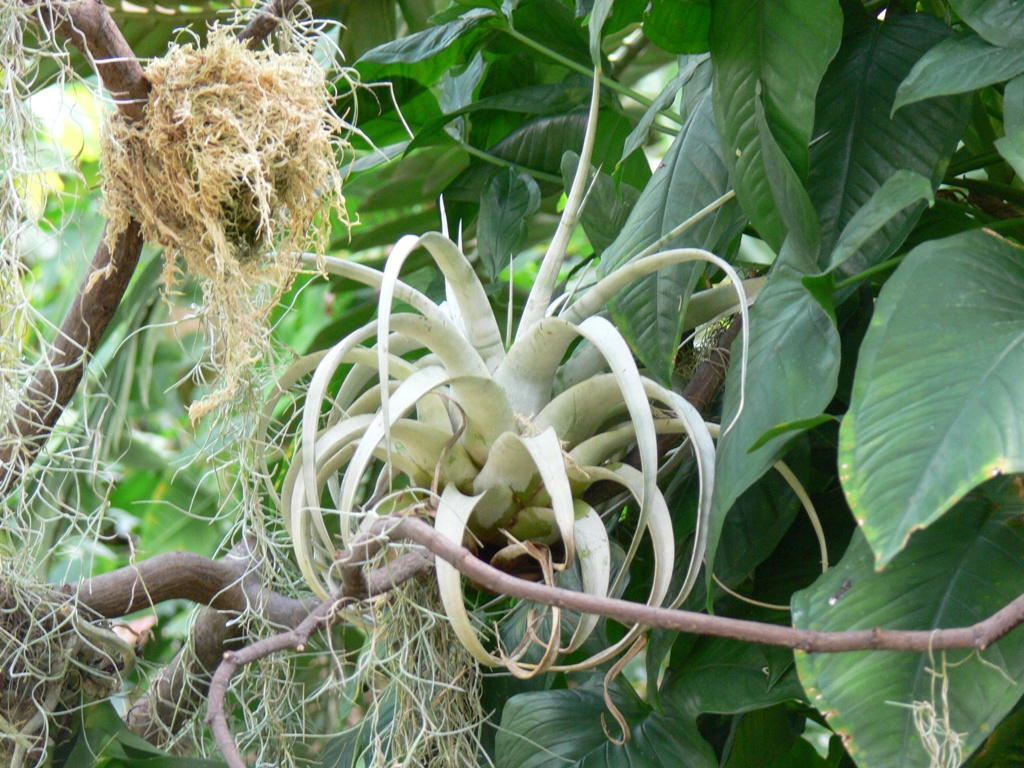
بروميلية هوائية

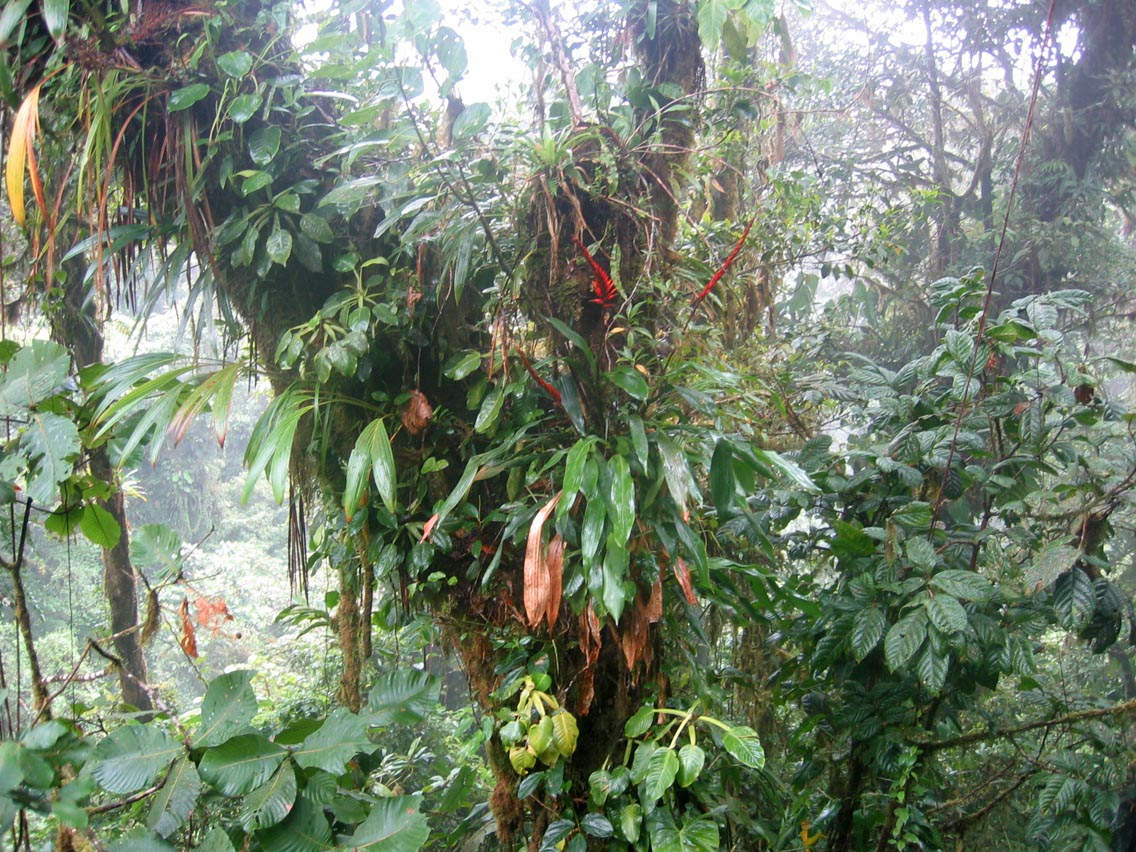
نباتات هوائية على شجرة بالقرب من سانتا إيلينا، كوستاريكا

النبات الهوائي  أو النبات المعايش أو النابوت البراني أو النباتات الفوقية أو إمَّع (بالإنجليزية: Epiphytes)‏ هي تلك النباتات التي تعيش بعيداً عن مستوى سطح الأرض -غير متماسة مع التربة-، حيث نجدها تنمو على أطراف نباتات مستمدة غذاءها من الهواء وليس من النباتات التي تستند عليها، ولذا فإن هذه النباتات ليست متطفلة لأنها لا تستمد غذاءها من منطقة الاستناد على النباتات الأخرى، ومن الأمثلة على النباتات العالقة: الأشنيات، والطحالب، والنباتات السحلبية.

## تسميات أخرى
تعرف أيضاً بالنباتات العالقة والنباتات العكازية والنباتات الهوائية والنباتات المعايشة و النباتات الملتصقة (الملتصقات) و النباتات الملازمة والنباتات المتطفلة و النباتات السطحية.